# Kastro-Kyllini
Kastro-Kyllini (griechisch Κάστρο (n. sg.)-Κυλλήνη (f. sg.)) war von 1997 bis 2010 eine Gemeinde in der Präfektur Elis im Nordwesten der griechischen Halbinsel Peloponnes. Verwaltungssitz war die kleine Hafenstadt Kyllini. Weitere Ortsteile der Gemeinde waren Kato Panagia, Kastro und Neochori. Das Gemeindegebiet umfasste den Westteil der Halbinsel Kyllini. Die am Ionischen Meer liegende Halbinsel ist der westlichste Teil der Peloponnes. Die Küste zeichnet sich durch einen über viele Kilometer erstreckenden Sandstrand aus. Dies macht das Gebiet bei in- und ausländischen Gästen sehr beliebt.
2010 wurde Kastro-Kyllini mit Andravida, Lechena und Vouprasia zur neuen Gemeinde Andravida-Kyllini fusioniert.

## Verwaltungsgliederung
Der Gemeindebezirk ist in vier Ortsgemeinschaften untergliedert.
| Dimotiki Kinotita | griechischer Name                        | Code     | Fläche (km²) | Einwohner 2001 | Einwohner 2011 | Einwohner 2021 | Dörfer und Siedlungen                                             |
| ----------------- | ---------------------------------------- | -------- | ------------ | -------------- | -------------- | -------------- | ----------------------------------------------------------------- |
| Kyllini           | Δημοτική Κοινότητα Κυλλήνης              | 39020401 | 04,672       | 1079           | 0631           | 0534           | Kyllini, Kafkalida                                                |
| Kastro            | Δημοτική Κοινότητα Κάστρου               | 39020402 | 27,059       | 0930           | 1089           | 0818           | Kastro, Analipsi, Kalamia, Karavaki, Loutra Kyllinis, Psili Rachi |
| Kato Panagia      | Δημοτική Κοινότητα Κάτω Παναγίας         | 39020403 | 07,923       | 1313           | 1149           | 1110           | Ikaros, Kato Panagia, Moni Vlachernon                             |
| Neochori          | Δημοτική Κοινότητα Νεοχωρίου Μυρτουντίων | 39020404 | 10,359       | 1164           | 0753           | 0810           | Neochori, Vytinaiika                                              |
| Gesamt            | Gesamt                                   | 390204   | 50,013       | 4486           | 3622           | 3272           |                                                                   |

## Kyllini

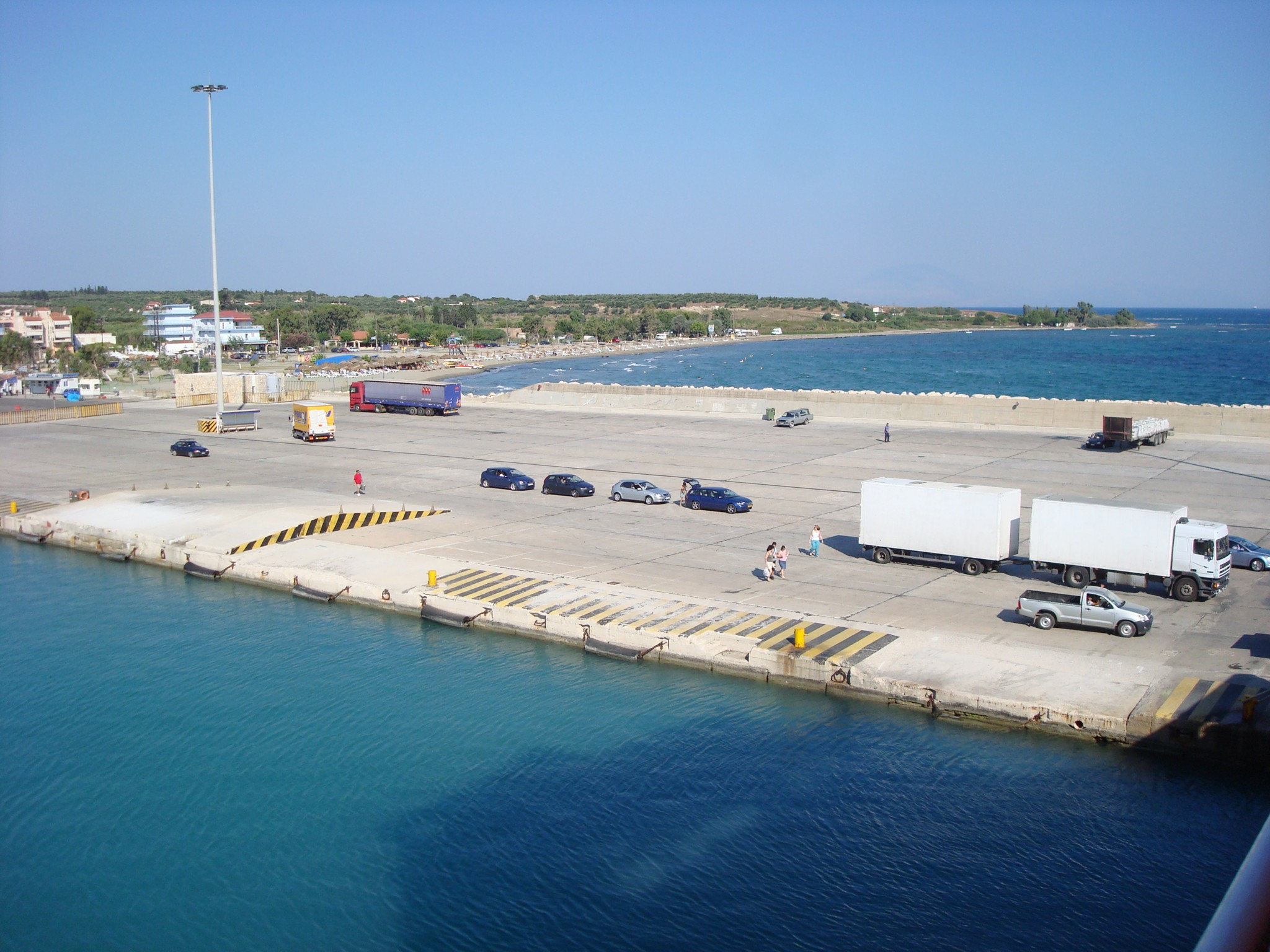
Der Hafen von der Fähre gesehen

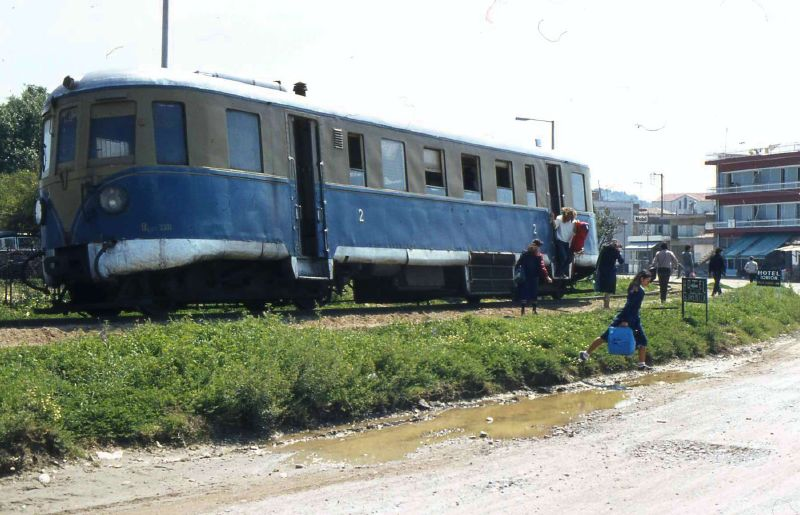
Die Bahnstrecke zum Hafen (1981)

Kyllini (Κυλλήνη, frühere Schreibweisen Cyllene oder Kyllênê) ist der Verwaltungssitz des Gemeindebezirks. Die Hafenstadt bildet ein Zentrum mit Schulen, Banken und touristischer Infrastruktur, vor allem wegen ihres Hafens. Der Hafen ist besonders für die Passagierschifffahrt wichtig, da von hier Fähren zu den Inseln Zakynthos und Kefalonia führen.

Kyllini erhielt 1891 Eisenbahnanschluss. Die Stichstrecke schloss im Bahnhof Kavasila an die Bahnstrecke Patras–Zevgolatio an und wurde 1996 stillgelegt, nachdem der Verkehr sich weitgehend auf die Straße verlagert hatte. 

## Kato Panagia
Kato Panagia (Κάτω Παναγιά) ist nur 1 km von Kyllini entfernt.

## Kastro
Kastro (Κάστρο) ist eine Ortschaft im Zentrum der Halbinsel Kyllini. Mit 800 Einwohnern bietet der Ort alle wichtigen touristischen Infrastruktureinrichtungen.

### Loutra Kyllinis
In der Ortschaft Loutra Kyllinis (Λούτρα Κυλλήνης) entspringen warme Quellen. Die Ortschaft liegt im Südwesten der Halbinsel. Um die warmen Quellen herum sind Hotel- und Kureinrichtungen entstanden. 1892 erhielt der Ort deshalb Eisenbahnanschluss. Die Stichstrecke führte zum Bahnhof Vartholomio, der an der Strecke Kavassila–Kyllini lag und von dort weiter zur Strecke Patras–Zevgolatio. Die Stichstrecke nach Loutra wurde 1969 stillgelegt.

### Festung Chlemoutsi

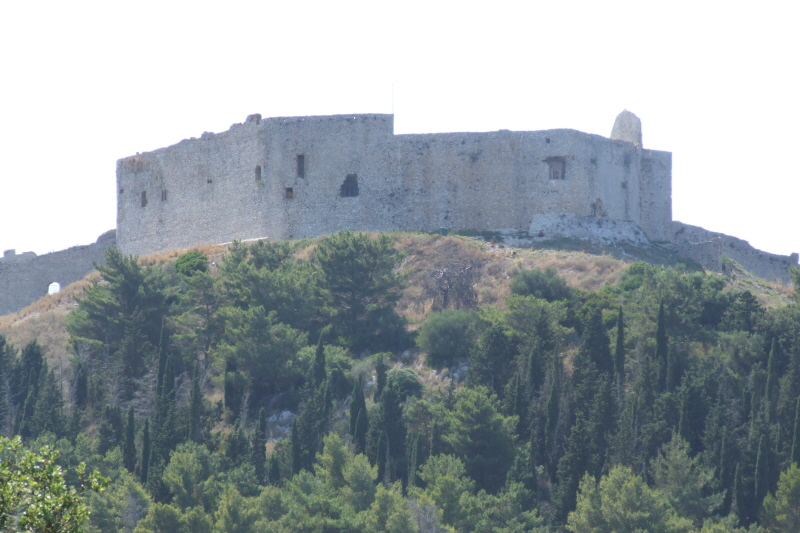
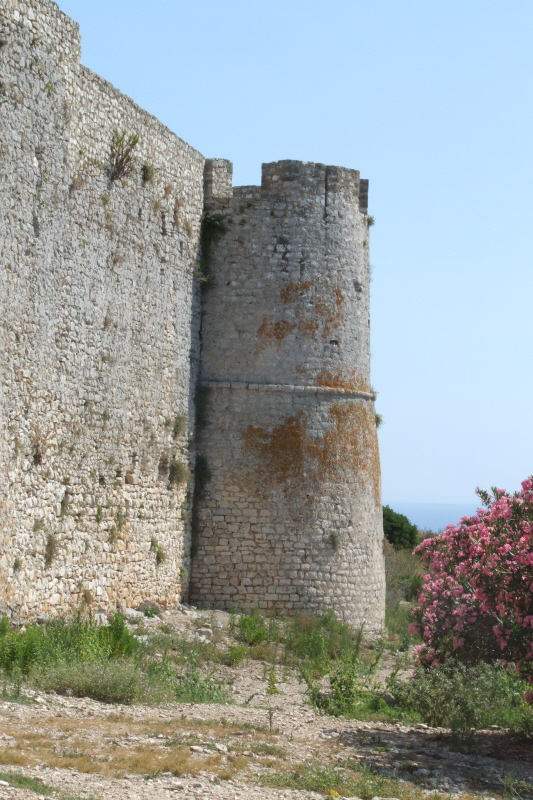
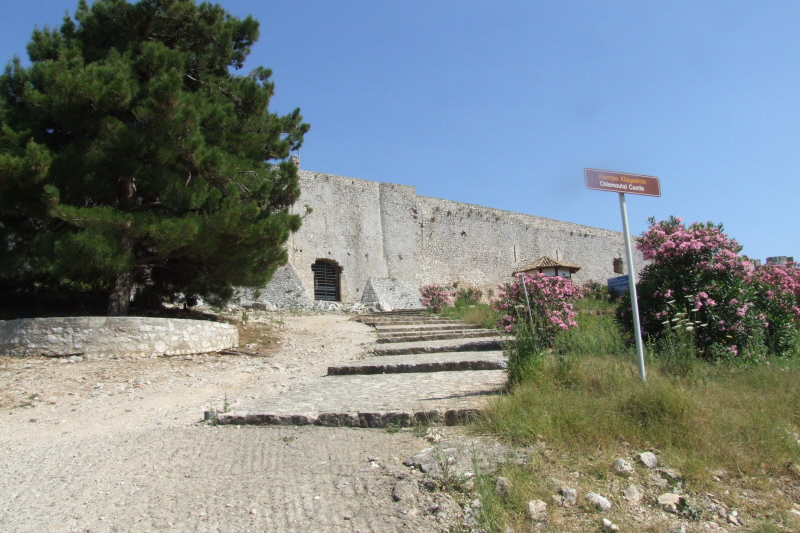

Auf einem Hügel bei Kastro steht auf einer Höhe von rund 200 m die Burg Chlemoutsi. Sie entstand 1218–1223 unter der Herrschaft von Gottfried II. von Villehardouin dem Fürsten von Achaia. Die Festung ist eine weithin sichtbare Dominante der Halbinsel.